# Ptychostomella mediterranea
Ptychostomella mediterranea är en djurart som tillhör fylumet bukhårsdjur, och som beskrevs av Adolf Remane 1927. Ptychostomella mediterranea ingår i släktet Ptychostomella och familjen Thaumastodermatidae. Inga underarter finns listade i Catalogue of Life.